# Grayson Allen
Grayson James Allen (Flórida, 8 de outubro de 1995) é um norte-americano jogador de basquete profissional que atualmente joga no Phoenix Suns da National Basketball Association (NBA).
Ele jogou quatro anos de basquete universitário em Duke e foi selecionado pelo Utah Jazz como a 21ª escolha geral no draft da NBA de 2018.

## Carreira no ensino médio
Em 2014, Allen foi selecionado para o McDonald's All-American enquanto estudava na Providence School em Jacksonville, Flórida. Ele venceu o campeonato de enterradas do evento, saltando sobre o futuro companheiro de equipe de Duke, Jahlil Okafor.

## Carreira universitária

### Temporada de calouro (2014-2015)
Durante a temporada de calouro de Allen em Duke, ele teve média de 4,4 pontos. Em 7 de abril de 2015, ele ajudou Duke a vencer a final do Torneio da NCAA, marcando 16 pontos. Após o jogo, os comentaristas citaram Allen como um dos principais motivos da vitória de Duke. O técnico Mike Krzyzewski concordou, dizendo: "Estávamos meio mortos. Estávamos nove pontos atrás e Grayson nos colocou no jogo".

### Segunda temporada (2015-2016)
Allen recebeu atenção nacional após um incidente durante um jogo contra Louisville. Em 8 de fevereiro de 2016, Allen recebeu uma falta flagrante depois que ele deu uma rasteira no jogador de Louisville, Ray Spalding. Os comentaristas disseram que o movimento parecia ser intencional, já que Allen esticou a perna enquanto estava no chão.
No segundo jogo de Duke contra Louisville, Allen trocou cotoveladas enquanto lutava pela bola e mais tarde foi expulso por gritar com um árbitro. Em 25 de fevereiro, nos segundos finais de uma vitória por 15 pontos contra Florida State, Allen derrubou Xavier Rathan-Mayes. Um dia depois, Allen recebeu uma repreensão da Atlantic Coast Conference (ACC) por seu segundo incidente em menos de um mês.
Durante a temporada de 2015-16, Allen foi um dos melhores jogadores ofensivos da ACC com média de 21 pontos. No Torneio da NCAA, Allen marcou 29 pontos na vitória por 71-64 sobre Yale, ajudando a equipe a chegar ao Sweet Sixteen. A equipe perdeu seu próximo jogo para Oregon por 82-68; Allen teve dificuldade em marcar perto da cesta durante esse jogo, terminando com 15 pontos.

### Terceira temporada (2016-2017)
Em 12 de novembro de 2016, Allen registrou 25 pontos e 10 rebotes na vitória por 96-61 sobre Grand Canyon. Em 29 de novembro de 2016, ele teve 24 pontos e 4 assistências na vitória por 78-69 contra Michigan State no ACC-Big Ten Challenge. Em 10 de dezembro de 2016, Allen registrou 34 pontos na vitória por 94-45 sobre UNLV. Em 9 de fevereiro de 2017, ele teve 25 pontos e 3 assistências na vitória por 86-78 sobre Carolina do Norte.
Antes do início da temporada, Allen afirmou que estava pronto para deixar os incidentes da temporada anterior para trás. No entanto, em 21 de dezembro, ele fez uma festa em Steven Santa Ana, de Elon, e foi acusado de uma falta técnica. No dia seguinte, o técnico de Duke, Mike Krzyzewski, suspendeu Allen do time indefinidamente. Após o jogo de 31 de dezembro de Duke, Krzyzewski tirou Allen de sua capitania de equipe. Allen voltou a jogar em 4 de janeiro de 2017 depois de cumprir uma suspensão de um jogo.
Durante a temporada de 2016-17, Allen teve média de 14,5 pontos. Duke chegou à segunda rodada do Torneio da NCAA, onde a equipe foi derrotada pela Carolina do Sul; Allen marcou 20 pontos na derrota.

### Última temporada (2017-2018)

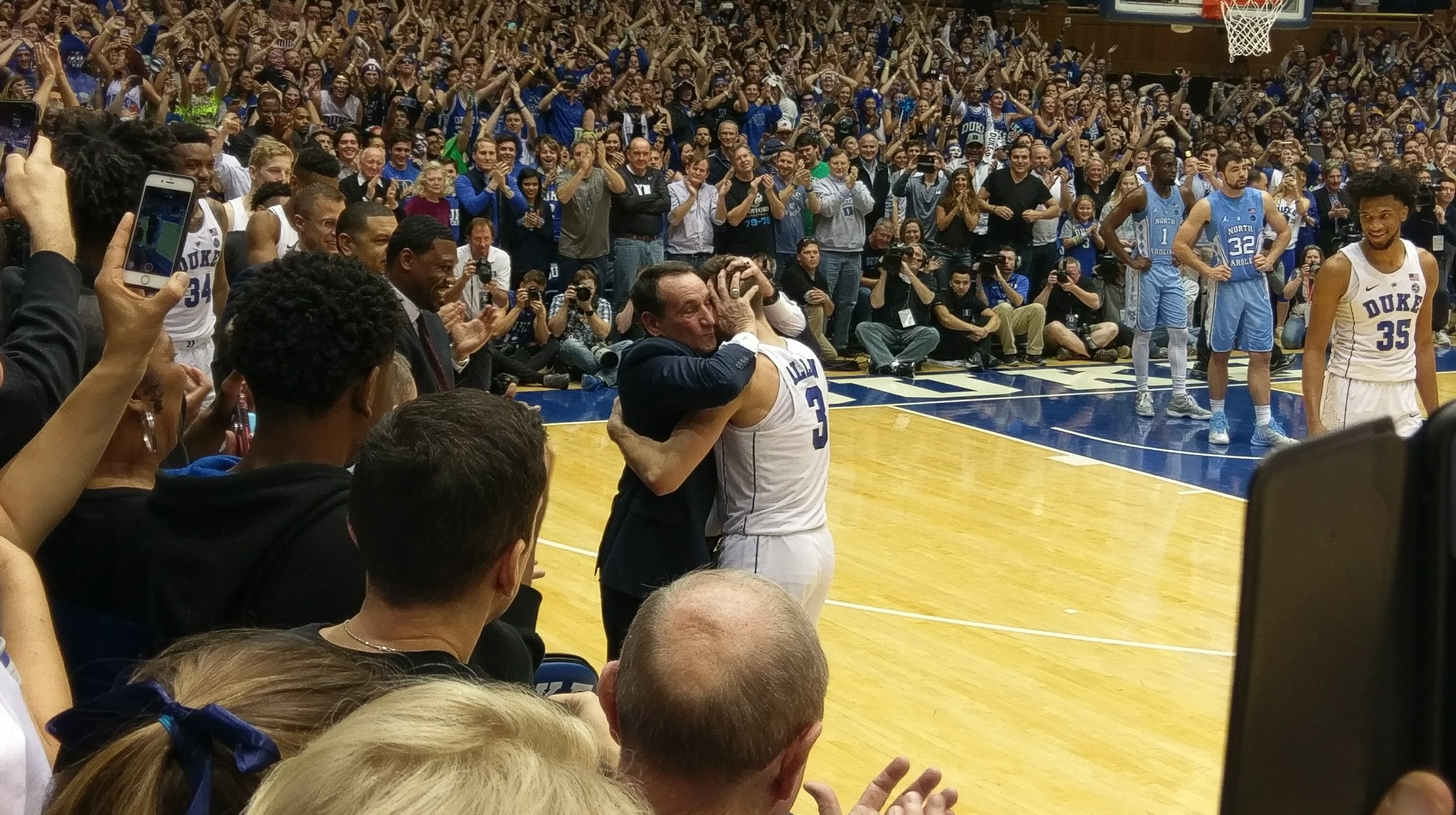
Coach K abraça Allen no final de seu último jogo em casa na Duke University.

Em 18 de abril de 2017, foi anunciado que Allen retornaria a Duke para sua última temporada. A equipe votou para restaurá-lo como capitão para a temporada de 2017-18. Em 14 de novembro de 2017, Allen marcou 37 pontos na vitória por 88-81 contra Michigan State. Nessa temporada, ele teve média de 15,5 pontos.
Em 9 de março de 2018, Allen foi avaliado com uma falta flagrante no Torneio da ACC por uma falta em Garrison Brooks, da Carolina do Norte, com o que foi chamado de "cheque de quadril".
Duke alcançou a Elite Eight no Torneio da NCAA e foi derrotada pelo Kansas por 85-81. Em seu último jogo universitário, Allen marcou 12 pontos. Scott Gleeson, do USA Today, comentou que a temporada foi "um ressurgimento para Allen como um todo, apesar do final amargo. Ele assumiu o papel de capitão em um time jovem cheio de talentos. Foi um roteiro invertido de um ano atrás, quando Allen era visto como o vilão do esporte por seu comportamento antidesportivo..."

### Carreira geral
Durante suas quatro temporadas em Duke, Allen jogou em 142 jogos e teve médias de 14,1 pontos, 3,2 rebotes e 3,0 assistências. Ele terminou sua carreira em Duke com 1.996 pontos, ocupando o 12º lugar na lista de mais pontos na história da universidade. Allen jogou em 15 jogos do Torneio da NCAA, ajudando os Blue Devils a vencer o título de 2015.

## Carreira profissional

### Utah Jazz (2018–2019)

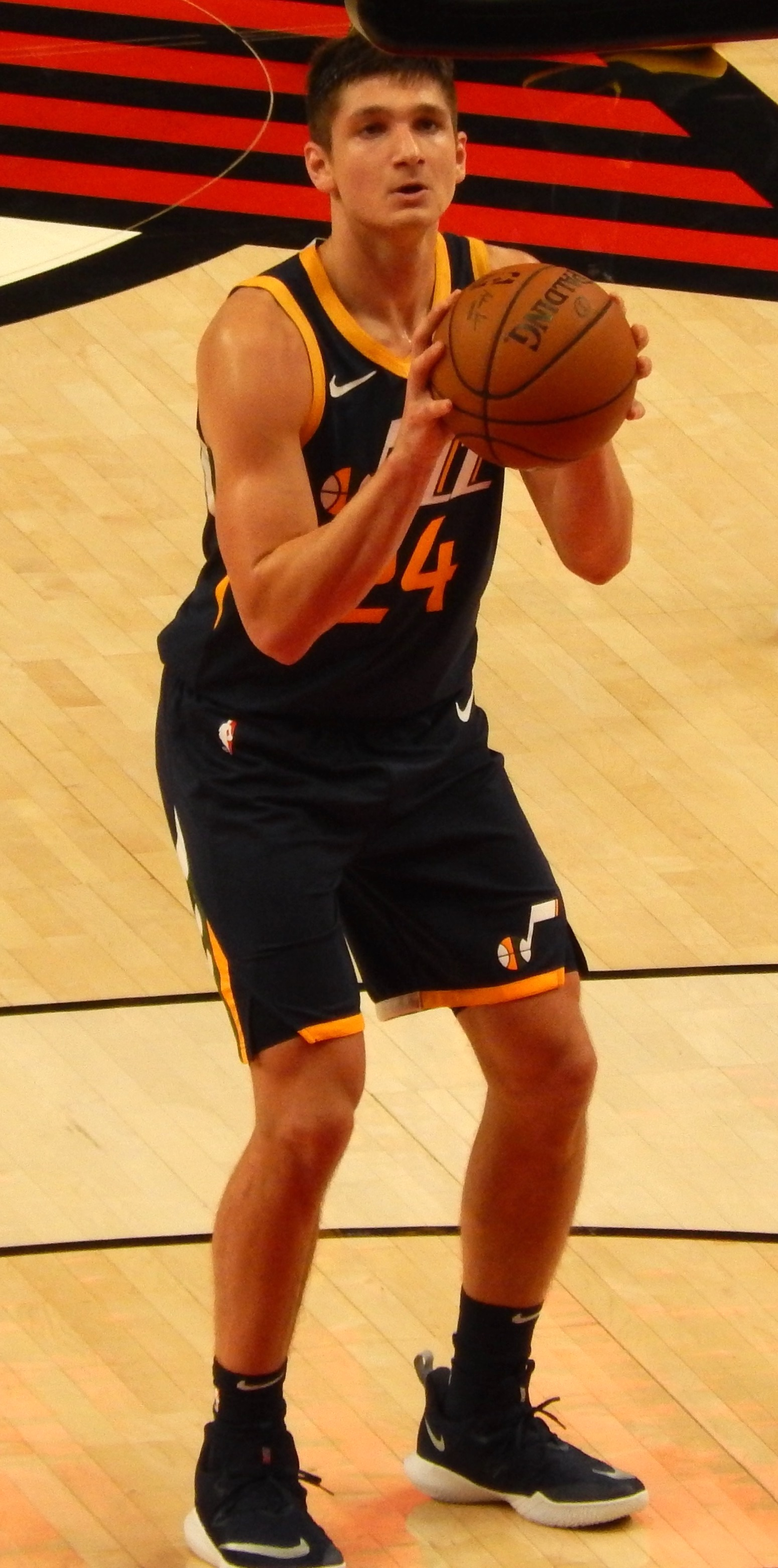
Allen com o Utah Jazz em 2018

Em 21 de junho de 2018, Allen foi selecionado pelo Utah Jazz como a 21ª escolha geral no Draft da NBA de 2018. Em 2 de julho, ele assinou um contrato de quatro anos e US$ 7 milhões com o Jazz.
Em 22 de outubro, ele fez sua estreia na NBA contra o Memphis Grizzlies e marcou 7 pontos. Em 10 de abril de 2019, Allen registrou 40 pontos, seu recorde na carreira, sete rebotes, quatro assistências, um roubo de bola e um bloqueio na derrota por 137-143 para o Los Angeles Clippers.

### Memphis Grizzlies (2019–2021)
Em 6 de julho de 2019, Allen foi negociado, junto com Jae Crowder, Kyle Korver, Darius Bazley e uma futura escolha de primeira rodada, para o Memphis Grizzlies em troca de Mike Conley.
Em 11 de julho, ele foi expulso de um jogo da Summer League contra o Boston Celtics depois de cometer faltas flagrantes consecutivas que foram descritas pelos comentaristas como "golpes baratos". Em 23 de outubro, ele fez sua estreia pelos Grizzlies na NBA e registrou cinco pontos, duas assistências e um rebote na derrota por 101-120 para o Miami Heat. Em 5 de agosto de 2020, Allen registrou 20 pontos, o recorde da temporada, e seis bolas de 3 pontos, o recorde da carreira, em uma derrota por 115-124 para o Utah Jazz. Ele igualou esse total de pontos na derrota por 99-108 para o Toronto Raptors em 9 de agosto.
Em 16 de dezembro de 2020, Memphis anunciou que havia exercido sua opção de renovação no contrato de Allen para a temporada de 2021-22. Em 23 de dezembro, ele fez sua estreia na temporada, registrando seis pontos, dois rebotes e cinco assistências na derrota por 119-131 para o San Antonio Spurs. Em 7 de abril, ele registrou 30 pontos, o recorde da temporada, quatro rebotes e três assistências na vitória por 131-113 sobre o Atlanta Hawks.
Em 5 de maio, ele sofreu uma lesão abdominal na vitória por 139-135 sobre o Minnesota Timberwolves. Ele perdeu os últimos sete jogos da temporada regular mas voltou a tempo para os playoffs. Em 29 de maio, contra seu ex-time, o Utah Jazz, Allen registrou 17 pontos. Este foi seu único desempenho de pontuação de dois dígitos nos playoffs. Os Grizzlies acabariam por perder a série em cinco jogos.

### Milwaukee Bucks (2021–2023)
Em 7 de agosto de 2021, Allen foi negociado pelos Grizzlies para o Milwaukee Bucks em troca de Sam Merrill e duas futuras escolhas de segunda rodada do draft. O gerente geral dos Bucks, Jon Horst, comentou: "Grayson é um armador talentoso. Seu arremesso de três pontos, energia, resistência e QI de basquete fazem dele uma grande adição e estamos animados em recebê-lo em Milwaukee". Em 18 de outubro, Allen assinou um contrato de 2 anos e US $ 20 milhões com os Bucks. No dia seguinte, ele fez sua estreia pela equipe, registrando 10 pontos, 6 assistências e 4 rebotes em uma vitória sobre o Brooklyn Nets.
Em 21 de janeiro de 2022, durante um jogo contra o Chicago Bulls, Allen fez uma falta em Alex Caruso e foi expulso do jogo depois de receber uma falta flagrante 2. O técnico dos Bulls, Billy Donovan, condenou publicamente Allen após o jogo, citando o seu histórico de jogadas perigosas e afirmando que ele "poderia ter encerrado a carreira de Caruso". Caruso sofreu uma fratura no pulso direito e foi descartado por 6 a 8 semanas. Em 23 de janeiro, Grayson foi suspenso por um jogo pela NBA. Sobre o incidente, Allen disse: "Foi lamentável como aconteceu. Eu pulei para bloqueá-lo com a mão esquerda e, enquanto girava, fui pegar a bola com a mão direita. Foi uma queda forte e estou feliz que ele esteja bem. Se eu pudesse fazer a jogada de novo sabendo que ele cairia daquele jeito, eu não faria a jogada."
Em 22 de abril de 2022, durante o Jogo 3 da primeira rodada dos playoffs, Allen marcou 22 pontos na vitória por 111-81 sobre o Chicago Bulls. Dois dias depois, ele marcou 27 pontos na vitória por 119-95 no Jogo 4.

### Phoenix Suns (2023–Presente)
Em 27 de setembro de 2023, Allen foi trocado para o Phoenix Suns em um movimento envolvendo Damian Lillard para o Milwaukee Bucks e Deandre Ayton para o Portland Trail Blazers.

## Estatísticas de carreira

### NBA

#### Temporada regular
| Ano      | Equipe    | PJ  | PT  | MPJ  | AP   | 3P   | LL   | RT  | AS  | BR | TO | PPJ  |
| -------- | --------- | --- | --- | ---- | ---- | ---- | ---- | --- | --- | -- | -- | ---- |
| 2018–19  | Utah      | 38  | 2   | 11.0 | .376 | .323 | .750 | .6  | .7  | .2 | .2 | 5.6  |
| 2019–20  | Memphis   | 38  | 0   | 18.9 | .466 | .404 | .867 | 2.2 | 1.4 | .3 | .1 | 8.7  |
| 2020–21  | Memphis   | 50  | 38  | 25.2 | .418 | .391 | .868 | 3.2 | 2.2 | .9 | .2 | 10.6 |
| 2021–22  | Milwaukee | 66  | 61  | 27.3 | .448 | .409 | .865 | 3.4 | 1.5 | .7 | .3 | 11.1 |
| 2022-23  | Milwaukee | 72  | 70  | 27.4 | .440 | .399 | .905 | 3.3 | 2.3 | .9 | .2 | 10.4 |
| 2023-24  | Phoenix   | 75  | 74  | 33.5 | .499 | .461 | .878 | 3.9 | 3   | .9 | .6 | 13.5 |
| Carreira | Carreira  | 339 | 245 | 25.6 | .452 | .412 | .866 | 3.0 | 2.0 | .7 | .3 | 10.5 |

#### Playoffs
| Ano      | Equipe    | PJ | PT | MPJ  | AP   | 3P   | LL   | RT  | AS  | BR | TO | PPJ  |
| -------- | --------- | -- | -- | ---- | ---- | ---- | ---- | --- | --- | -- | -- | ---- |
| 2019     | Utah      | 2  | 0  | 7.0  | .286 | .000 | .714 | .5  | .0  | .0 | .0 | 4.5  |
| 2021     | Memphis   | 5  | 0  | 23.2 | .364 | .381 | .000 | 2.6 | .2  | .4 | .2 | 6.4  |
| 2022     | Milwaukee | 12 | 5  | 25.4 | .451 | .396 | .636 | 2.9 | 1.3 | .7 | .3 | 8.3  |
| 2023     | Milwaukee | 5  | 5  | 29.8 | .463 | .483 | .857 | 2.4 | 1.8 | .4 | .0 | 11.6 |
| 2024     | Phoenix   | 2  | 2  | 21.5 | .200 | .200 | 1.0  | 4.0 | 1.0 | .5 | .0 | 3.5  |
| Carreira | Carreira  | 26 | 12 | 24.1 | .423 | .396 | .733 | 2.7 | 1.0 | .5 | .2 | 7.9  |

### Universitário
| Ano      | Equipe   | PJ  | PT | MPJ  | AP   | 3P   | LL   | RT  | AS  | BR  | TO | PPJ  |
| -------- | -------- | --- | -- | ---- | ---- | ---- | ---- | --- | --- | --- | -- | ---- |
| 2014–15  | Duke     | 35  | 0  | 9.2  | .425 | .346 | .849 | 1.0 | .4  | .3  | .1 | 4.4  |
| 2015–16  | Duke     | 36  | 35 | 36.6 | .466 | .417 | .837 | 4.6 | 3.5 | 1.3 | .1 | 21.6 |
| 2016–17  | Duke     | 34  | 25 | 29.6 | .395 | .365 | .811 | 3.7 | 3.5 | .8  | .1 | 14.5 |
| 2017–18  | Duke     | 37  | 37 | 35.6 | .418 | .370 | .850 | 3.3 | 4.6 | 1.7 | .1 | 15.5 |
| Carreira | Carreira | 142 | 97 | 27.7 | .426 | .374 | .836 | 3.1 | 3.0 | 1.0 | .1 | 14.0 |

Fonte: